# Działo 203 mm L/55 Mark 12/15
Działo 203 mm L/55 Mark 12 i Mark 15 – amerykańskie działo okrętowe średniego kalibru z okresu przedwojennego i II wojny światowej, o długości lufy 55 kalibrów, w systematyce amerykańskiej określane jako 8-inch gun lub 8" gun. Działa Mark 12 i Mark 15 były podobne do dział 203 mm L/55 Mark 14, miały jednak lżejszą konstrukcję i jedynie 660 mm średnicy komory nabojowej (z wyjątkiem wersji Mark 12/2 i Mark 15/1, które miały dodatkowe adaptery o średnicy 851 mm, umożliwiające ich instalację na istniejących podstawach).
Działa tego modelu zostały zainstalowane w potrójnych wieżach ciężkich krążowników USS „Tuscaloosa” (CA-37), „San Francisco” (CA-38), „Quincy” (CA-39), „Vincennes” (CA-44) i „Wichita” (CA-45), a także w trzydziałowych wieżach krążowników typów Baltimore i Oregon City.
| Masa wieży bez amunicji       | 302-309 ton                                            |
| Średnica ścieżki obrotu       | 6,02 metra                                             |
| Średnica wewnętrzna barbety   | 6,86 metra                                             |
| Odległość między osiami dział | 1,70 metra                                             |
| Odrzut                        | 81 cm                                                  |
| Maksymalna prędkość elewacji  | 10°36' /sek                                            |
| Maksymalna prędkość obrotu    | 5°18' /sek                                             |
| Cykl odpalenia                | 15 sekund                                              |
| Opancerzenie                  | front: 203 mm, boki: 95-51 mm tył: 38 mm, strop: 76 mm |